# Filmsjön
Filmsjön är en sjö i Östhammars kommun i Uppland och ingår i Norrströms huvudavrinningsområde. Sjön är 1,3 meter djup, har en yta på 0,656 kvadratkilometer och är belägen 24,8 meter över havet. Sjön avvattnas av vattendraget Fyrisån. Vid provfiske har bland annat abborre, braxen, gädda och mört fångats i sjön.

## Delavrinningsområde
Filmsjön ingår i det delavrinningsområde (667919-161588) som SMHI kallar för Utloppet av Filmsjön. Medelhöjden är 34 meter över havet och ytan är 28,87 kvadratkilometer. Det finns ett avrinningsområde uppströms, och räknas det in blir den ackumulerade arean 60,48 kvadratkilometer. Fyrisån som avvattnar avrinningsområdet har biflödesordning 3, vilket innebär att vattnet flödar genom totalt 3 vattendrag innan det når havet efter 146 kilometer. Avrinningsområdet består mestadels av skog (54 procent) och jordbruk (19 procent). Avrinningsområdet har 0,63 kvadratkilometer vattenytor vilket ger det en sjöprocent på 2,2 procent. Bebyggelsen i området täcker en yta av 2,31 kvadratkilometer eller 8 procent av avrinningsområdet.

## Fisk
Vid provfiske har följande fisk fångats i sjön:
- Abborre
- Braxen
- Gädda
- Mört
- Ruda
- Sarv